# ارباب: اسطوره تاریکی
ارباب: اسطوره تاریکی (انگلیسی: Overlord: Dark Legend) یک بازی ویدئویی در سبک تیراندازی سوم شخص
بازی اکشن-ماجراجویی است که توسط کدمسترز و در سال ۲۰۰۹ و در پلت‌فرم وی منتشر شده‌است.